# Seul sur Mars
Pour les articles homonymes, voir The Martian.
Pour l'adaptation du livre par Ridley Scott, voir Seul sur Mars.
Seul sur Mars (titre original : The Martian) est le premier roman publié de l'auteur américain Andy Weir. Disponible sous forme de livre numérique dès 2011, il paraît pour la première fois sous format papier en 2014 puis il est traduit en français et publié par les éditions Bragelonne la même année. Seul sur Mars est un roman de science-fiction visant à un grand réalisme (hard science-fiction). Il a été adapté au cinéma par Ridley Scott en 2015.

## Résumé
Mark Watney est un astronaute américain de la NASA laissé pour mort sur la planète Mars par son équipage reparti à la hâte sur Terre, chassé par une tempête de sable. Avec l'équipement laissé par ses équipiers pour la mission Arès 3 et sa double formation de botaniste et d'ingénieur, il commence par bricoler pour disposer de suffisamment de nourriture, d'énergie et d'air afin de survivre en attendant qu'un équipage vienne le rechercher ; il se crée ainsi un champ de pommes de terre au sein de l'habitat et utilise de l'hydrazine pour se fournir en eau. Il raconte ses avancées au travers d'un journal de bord, qu'il laisse à quiconque viendrait le récupérer. Ses opérations en extérieur sont repérées sur des images satellitaires par la NASA, qui lance aussitôt des opérations de sauvetage mais ne prévient pas immédiatement l'équipage d'Arès 3, à bord de la navette Hermès qui les ramène sur Terre.
Mark Watney sait déjà quel sera son objectif : atteindre depuis Acidalia Planitia un site situé dans le cratère de Schiaparelli à 3 200 km où l'attend la fusée prévue pour le départ d'Arès 4 qui lui permettra peut-être de rejoindre la Terre. À bord d'un rover qu'il a modifié, il entame une première expédition de trois semaines afin de récupérer la sonde Pathfinder et le robot Sojourner, afin d'avoir un moyen direct de contacter la Terre. Devant les résultats de Mark Watney, Mitch Henderson, le directeur de la mission Arès 3, force la main de l'administrateur de la NASA Teddy Sanders et informe l'équipe d'Arès 3 de la survie de Watney ; si les coéquipiers sont ravis, le commandant Melissa Lewis se sent coupable de l’avoir laissé là-bas.
Parmi les principales épreuves que traverse Mark Watney, il fait face au déchirement de la toile d'un des sas d'entrée de l’Habitat. Il survit et remet les locaux en fonctionnement mais la dépressurisation et la chute de température tuent ses plants de pommes de terre. La NASA envoie alors une sonde de ravitaillement en urgence, faisant l'impasse sur les tests préliminaires et entraînant son explosion pendant le décollage. L'agence spatiale chinoise décide alors de repousser un de ses programmes secrets afin d'offrir un propulseur, mais la NASA craint qu'elle n’arrive trop vite sur Mars et que le chargement ne soit détruit à son arrivée. Un astrodynamicien, Rich Purnell, propose alors que la navette Hermès utilise le champ gravitationnel terrestre pour se re-propulser vers Mars, récupérant les vivres envoyées par la fusée chinoise au passage, mais prolongeant la mission d'Arès 3 de plus d'un an. Sanders s'oppose à l'idée, préférant risquer la vie de Mark Watney seul plutôt que toute l'équipe, aussi Henderson envoie en secret les plans de la « manœuvre Rich Purnell » à l'équipe Arès 3. Les cinq coéquipiers décident à l'unanimité de se mutiner et de réaliser la manœuvre, forçant la NASA à leur transmettre les vivres.
Mark Watney prépare les modifications de son rover pour son long trajet vers le cratère Schiaparelli où se trouve le véhicule ascensionnel qui pourrait lui faire quitter la planète, en suivant les plans imaginés par la NASA, mais il provoque un court-circuit, grillant l'électronique de Pathfinder et ne peut que laisser des messages en morse avec des grosses pierres. La NASA est de son côté incapable de le prévenir qu'une autre tempête de poussière est présente sur son itinéraire, pouvant le priver de lumière du soleil, l'empêchant ainsi de recharger les batteries du rover et donc le ralentissant au point de rater le contact avec Hermès. Mark Watney réalise la présence de la tempête une fois arrivé dans Arabia Terra et parvient à la contourner.
Pendant sa descente dans Schiaparelli, le rover de Mark Watney se retourne mais l'incident reste sans gravité. Dans le véhicule, il reprend contact avec la NASA et prend connaissance des modifications qu'il doit faire sur le véhicule afin qu'il atteigne la bonne vitesse et la bonne altitude pour atteindre Hermès : il doit supprimer la quasi-totalité de l’équipement de bord et le nez de la fusée, qu'il doit recouvrir de toile, le contrôle de la fusée étant assuré depuis Hermès. Mais pendant le décollage, la toile se déchire et Mark Watney n’arrive pas assez vite. Melissa Lewis imagine alors une méthode pour ralentir Hermès en allumant les fusées de poussée et en provoquant une explosion dans le nez de Hermès afin de créer une dépressurisation partielle du vaisseau afin de fournir la poussée rétrograde nécessaire. Mark Watney peut ainsi être récupéré et rejoindre son équipage, près de dix-huit mois après s'être retrouvé seul sur Mars. Dans une dernière entrée de son journal, il note les efforts réalisés depuis la Terre pour le sauver, voyant là un instinct humain qui les pousse à aider leur prochain.

## Histoire éditoriale
Après un premier contact infructueux avec des éditeurs, le roman est mis en ligne par son auteur sur son site internet en 2011. Une version, commercialisée sur le site du marchand en ligne Amazon.com à un prix plancher (99 cents), rencontre un grand succès. Celui-ci attire l'attention des éditeurs et Andy Weir vend les droits à Crown Publishing Group (en). 

## Degré de réalisme
Le récit est généralement très proche des scénarios envisagés pour une mission habitée vers Mars. Les aspects techniques sont traités avec exactitude et la description de la planète Mars reflète ce que nous en connaissons. Toutefois l'auteur admet quelques erreurs volontaires destinées à attiser la tension dramatique du récit.
Contrairement à ce qui est indiqué dans le récit, un vent de l'ordre de 150 km/h sur Mars n'est pas capable d'arracher la parabole qui vient frapper l'astronaute ni ne peut faire basculer un vaisseau spatial car la pression atmosphérique à la surface de Mars est environ 170 fois plus faible que sur Terre, et la force exercée par le vent est sensiblement proportionnelle à la pression atmosphérique ; et cela, même si la pesanteur de Mars, environ trois fois moindre que celle de la Terre, diminue d'autant la stabilité au sol (notamment du vaisseau)[réf. nécessaire].
De même, l'auteur décrit une déchirure brutale de l'habitat dans lequel vit le héros. La cause initiale en serait l'usure de la toile qui constitue l'habitat due à une tempête et l'usage répété d'un sas pressurisé au-delà de sa durée de vie prévue. Les règles appliquées par les ingénieurs de la NASA et les sociétés qui fabriquent les matériaux utilisés dans le cadre de l'exploration spatiale font que la rupture dramatique décrite dans le récit est fortement improbable. En effet, les tissus utilisés sont constitués de fibres de différentes natures, de différentes tailles et de différentes orientations. Le but étant, pour d'évidentes raisons de sécurité, que la rupture des fibres se produise de manière progressive à mesure que les contraintes sur le tissu augmentent (ou que celui-ci se détériore) et qu'ainsi, il se mette à fuir bien avant la rupture totale de l'ensemble des fibres[réf. nécessaire].

## Ventes
La traduction française de Seul sur Mars paraît en France en 2014 aux éditions Bragelonne. Fin 2016, le roman s'était vendu à 50 000 exemplaires tous supports confondus.

## Récompense
Le roman a obtenu le prix japonais Seiun du meilleur roman de science-fiction étranger pour l'année 2015.

## Adaptations
Le roman fait l'objet d'une adaptation cinématographique, Seul sur Mars. Le film, réalisé par Ridley Scott avec Matt Damon dans le rôle principal, est sorti en octobre 2015.
Le roman fait, de plus, l'objet d'une adaptation en jeux vidéo sur smartphone.